# Aérodrome de Paray-le-Monial
L’aérodrome de Paray-le-Monial (code OACI : LFGN) est un aérodrome ouvert à la circulation aérienne publique (CAP), situé à 1,5 km au nord-nord-est de Paray-le-Monial dans la Saône-et-Loire (région Bourgogne-Franche-Comté, France).
Il est utilisé pour la pratique d’activités de loisirs et de tourisme (aviation légère et aéromodélisme).

## Installations
L’aérodrome dispose d’une piste en herbe orientée est-ouest (13/31), longue de 600 mètres et large de 100.
L’aérodrome n’est pas contrôlé. Les communications s’effectuent en auto-information sur la fréquence de 123,500 MHz.

## Activités
- Aéro-Club Charolais
- Centre de vol à voile de Saône-et-Loire
- Aéro Modèle Club du Charollais
- Association du patrimoine aéronautique en Charolais (ASPAC)